# اللاسلطوية في فنلندا

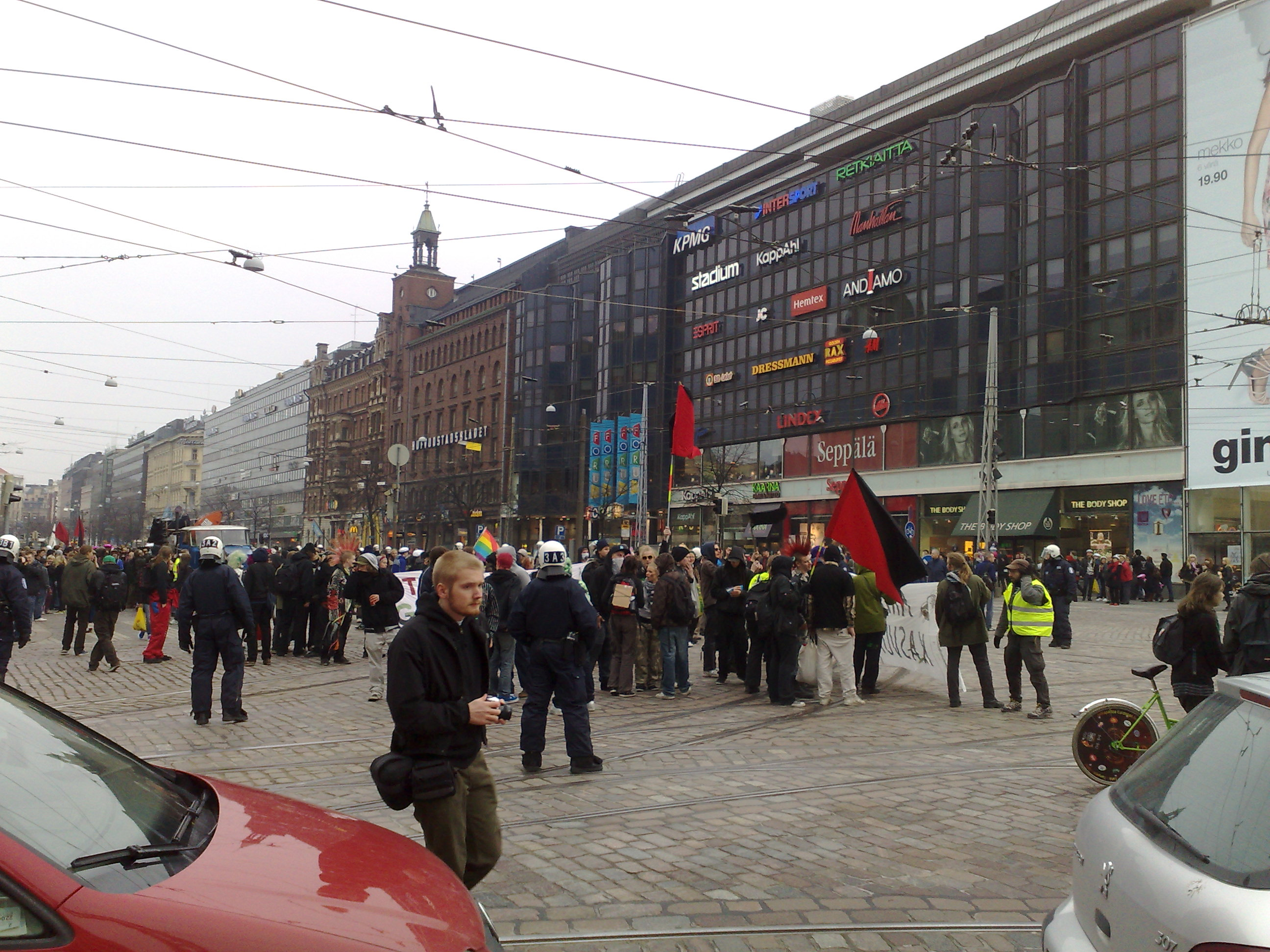
الأناركية في فنلندا: كتلة الأناركيين خلال مظاهرات عيد العمال 2010

اللاسلطوية في فنلندا تُعتبر من أوائل الحركات الثورية في القرن العشرين، وقد بدأ نشاطها المنظم في ستينيات القرن العشرين.

## التاريخ

### دوقية فنلندا الكبرى
كان أنصار اللاسلطوية موجودين في فنلندا منذ زمن دوقية فنلندا الكبرى. لكن دعم الأفكار اللاسلطوية كان ضعيفًا ضمن الحركة العمالية الفنلندية في أوائل القرن العشرين، وقد كانت البلاد موطنًا لعدد كبير من الثوار الروس والجنود وأعضاء الحركة التولستوية، وكان بعضهم من الأناركيين. وازداد تأثير اللاسلطوية في فنلندا مع المهاجرين الذين عادوا من أمريكا الشمالية. فمثلًا كان رئيس اتحاد البحارة الفنلنديين، نيلو والاري والموسيقي هيسكي سالوما، عضوين في منظمة العمال الصناعيين في العالم (أي دبليو دبليو). وفي الولايات المتحدة، كانت هناك كلية للطبقة العاملة للراديكاليين الأمريكيين الفنلنديين.
وقد تأثر الحزب الاشتراكي الديمقراطي الفنلندي ببعض اللاسلطويين في أوائل القرن العشرين. فحين عاد كابو موروس، الذي كان قد ترجم أعمال الأناركي الروسي بيتر كروبوتكين إلى الفنلندية، من أمريكا الشمالية إلى فنلندا في عام 1909، قدم لزملائه في اجتماع الحزب الاشتراكي الديمقراطي في كوتكا خطًا نقابيًا لاسلطويًا، ويُشكك فيه بإمكانيات حل الصراع الطبقي من قبل البرلمان، واقترح نوعًا من الإستراتيجية البلدية والتعاونية اللامركزية. وهاجم يارجو سيرولا، مع آخرين، مثل هذه الأفكار في الاجتماع، وأكدوا على أهمية العمل البرلماني وعلى العيوب الكبيرة لتكتيك الإضراب العام. يعكس كتيب أوتو فيلي كوسينن اللاسلطوية والثورة، الذي نُشر في هلسنكي في وقت مبكر من عام 1906، الموقف العام للحزب الاشتراكي الديمقراطي تجاه الأناركيين. في الكتيب، انتقد النائب آنذاك وعضو لجنة الحزب في الحزب الاشتراكي الديمقراطي الذين كانوا على طريق العنف والإرهاب الفردي وأدان ممارسات مثل «اللاسلطوية». ودعا اجتماع كوتكا أفرع الحزب إلى توخي الحذر حيال مثل هذه الظواهر ورفض المتورطين فيها.
تعتبر فترة ما بين عامي 1906-1909 ذروة النشاط الأناركي في فنلندا. بعد إلغاء الحرس الأحمر الأول الذي تأسس في ثورة عام 1905، بدأت عدة مجموعات سرية بالعمل المسلح ضد الحكم القيصري في فنلندا. كانت بعض تلك الجماعات من الأناركيين وشاركت في أعمال إرهابية مختلفة، إلى جانب نشطاء عماليين آخرين وحزب المقاومة الفعالة البرجوازي. بحلول خريف عام 1909، تضاءلت أنشطة الجماعات بعد مقتل أو سجن أو نفي العديد من أعضائها. كان أبرز لاسلطوي في العقد الأول من القرن العشرين هو جيان بولدت، وهو محام من مواليد كوبيو كان يُعرف سابقًا باسم الثيوصوفي. في يونيو عام 1917، استولى اللاسلطويون على كنيسة القديس نيكولاس في هلسنكي، التي كان بولدت يتحدث عنها منذ الربيع. انتهى الاستيلاء باعتقال بولدت وما تلاه من أعمال شغب أصيب فيها ثلاثة مسلحين. ومع ذلك، استمرت الاجتماعات اللاسلطوية في ساحة مجلس الشيوخ طوال الصيف، على الرغم من أن السلطات كانت قد احتجزت بولدت في مستشفى نيوفانييمي للأمراض العقلية. في صيف عام 1917، أنشأ الجنود الروس الذين بقوا في هلسنكي ما يسمى «بالنادي الأناركي» في المصنع الواقع في موقع مكتب البريد الحالي. ومع نهاية العام، احتفظ اللاسلطويون الروس أيضًا بكازينو كاتايانوكا لفترة من الوقت، قبل أن يستولي الحرس الأحمر عليه في يناير عام 1918. وأثناء الحرب الأهلية الفنلندية، في مارس عام 1918، توفي روسي وآخر فنلندي في حادثة بين الأناركيين وميليشيا الحرس الأحمر. ووفقًا لبعض التقديرات، كان هناك عدد أكبر من الأناركيين مقارنة بالبلاشفة بين العسكريين الروس الذين يعيشون في فنلندا. شارك بعض الأناركيين الروس أيضًا في الحرب الأهلية إلى جانب الحمر (جمهورية العمال الفنلندية الاشتراكية). وفي فبراير عام 1918، شارك 250 بحارًا أناركيًا من اللجنة المركزية لأسطول البلطيق في معركة روفيسي.